# Comuna Șîroka Dolîna, Velîka Bahacika
Șîroka Dolîna (în ucraineană Широка Долина) este o comună în raionul Velîka Bahacika, regiunea Poltava, Ucraina, formată din satele Behterșciîna, Șîroka Dolîna (reședința) și Surjkî.

## Demografie
Componența lingvistică a comunei Șîroka Dolîna
     Ucraineană (98,11%)
     Rusă (1,68%)
     Alte limbi (0,11%)
Conform recensământului din 2001, majoritatea populației comunei Șîroka Dolîna era vorbitoare de ucraineană (98,11%), existând în minoritate și vorbitori de rusă (1,68%).